# Justizzentrum

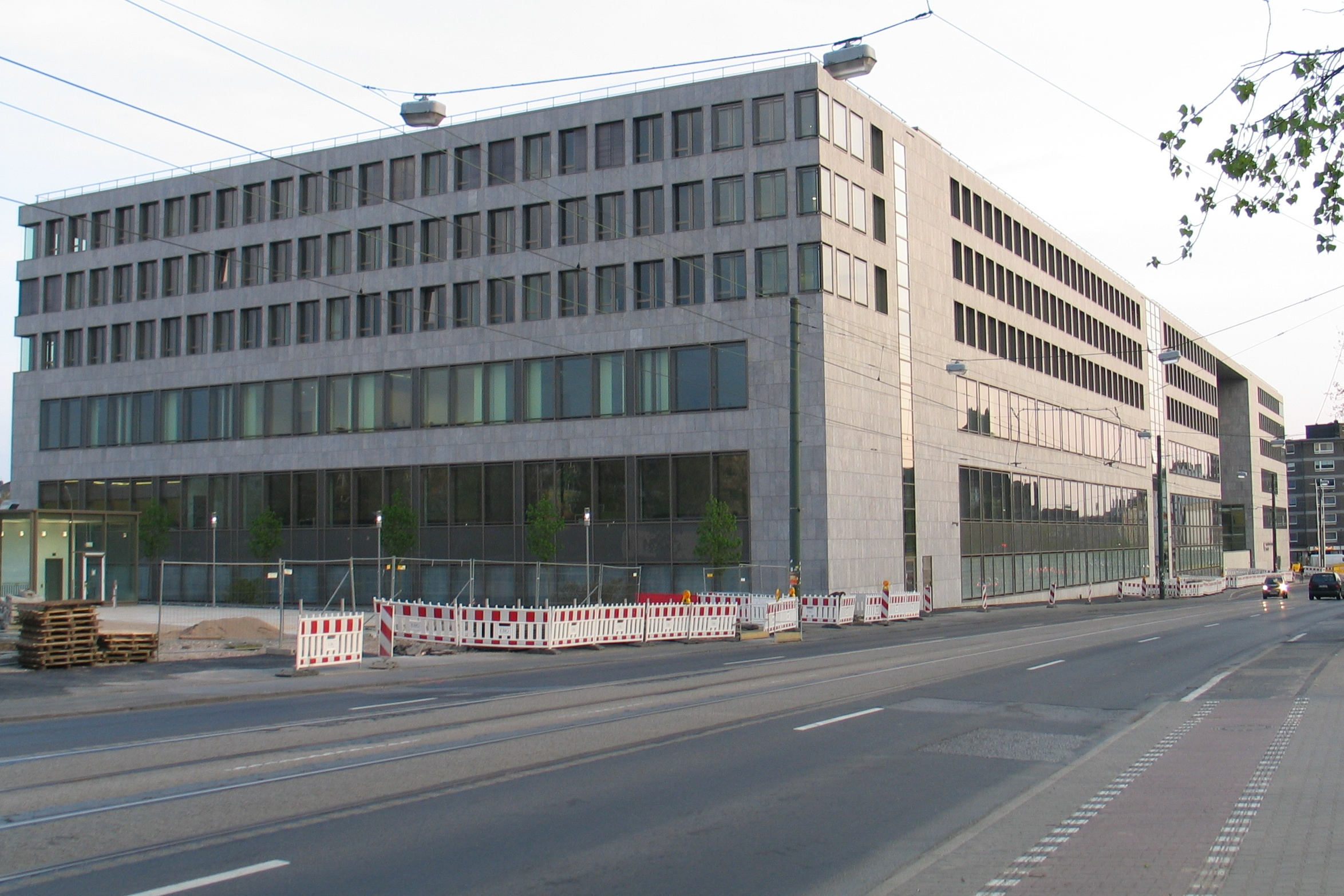
Justizzentrum Düsseldorf

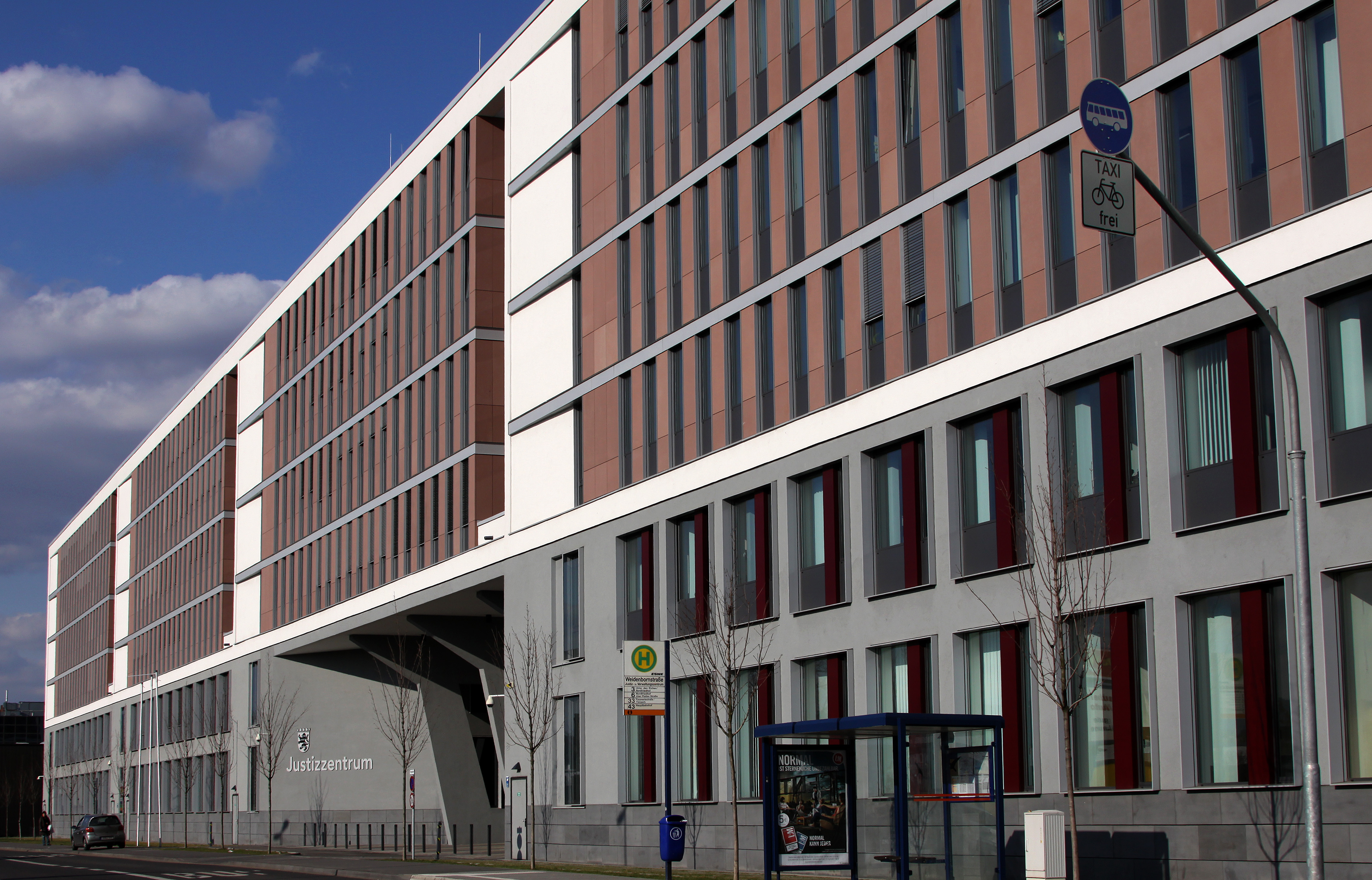
Justizzentrum Wiesbaden

Als Justizzentrum oder Fachgerichtszentrum werden meist modernere Komplexe bezeichnet, in denen verschiedene Gerichte der ordentlichen Gerichtsbarkeit und der Fachgerichtsbarkeit, ggf. auch unter Einschluss weiterer Einrichtungen der Justiz wie Staatsanwaltschaften, Justizvollzugsanstalten, Anwaltsvereinen oder Bewährungshilfe, räumlich zusammengefasst werden. Organisatorisch und funktionell arbeiten die beteiligten Einrichtungen aber unabhängig voneinander und treten auch innerhalb der Zentren jeweils mit eigenem Namen auf. Repräsentative ältere Gerichtskomplexe, wie sie überwiegend in der Zeit zwischen 1870 und 1920 entstanden, aber auch einige neuere Bauten werden auch Justizpalast genannt.

## Deutschland

### Bayern
Der Freistaat Bayern hat im Wesentlichen die als Justizpaläste (beispielsweise in Nürnberg und München) gestalteten Gerichtsbauten des vormaligen Königreichs weitergenutzt für verschiedenen Gerichte und Behörden. Als (Zivil- bzw. Straf-)Justizzentrum werden in Bayern oft gemeinsame, instanzenübergreifende Einrichtungen des jeweiligen Zweigs der ordentlichen Gerichtsbarkeit bezeichnet.
- Justizzentrum Würzburg (seit 1892): Landgericht, Amtsgericht und Strafgericht im Nebengebäude

### Brandenburg
- Justizzentrum Potsdam (seit 2008): Verfassungsgericht des Landes Brandenburg, Landgericht, Amtsgericht und Staatsanwaltschaft Potsdam

### Hamburg
- Haus der Gerichte, Hamburg (seit 2003): Hamburgisches Oberverwaltungsgericht, Finanzgericht und Verwaltungsgericht Hamburg, sowie Amtsgericht Hamburg-St. Georg.
- Justizforum Hamburg (seit 1912): Hamburgisches Verfassungsgericht, Hanseatisches Oberlandesgericht, Landgericht Hamburg und Amtsgericht Hamburg(-Mitte).

### Hessen
- Justizzentrum Frankfurt (Main)(seit 1889/1917/1971/2002): Oberlandesgericht, Landgericht, Amtsgericht, Generalstaatsanwaltschaft und Staatsanwaltschaft Frankfurt am Main
- Justizgebäude Hanau (seit 2012): Landgericht, Amtsgericht und Staatsanwaltschaft Hanau
- Justizzentrum Wiesbaden (seit 2009)[1]: Landgericht, Amtsgericht, Arbeitsgericht, Sozialgericht, Verwaltungsgericht und Staatsanwaltschaft Wiesbaden

### Niedersachsen
- Fachgerichtszentrum Hannover[2][3] (seit 2015): Niedersächsisches Finanzgericht, Landesarbeitsgericht Niedersachsen, sowie Arbeitsgericht, Sozialgericht und Verwaltungsgericht Hannover

### Nordrhein-Westfalen
Das Land Nordrhein-Westfalen hat als bevölkerungsreichstes und städtisch geprägtes Bundesland ein vergleichsweise hohes Justizaufkommen. Des Platzmangels wegen und um eine größere Bürgernähe der Justiz zu erreichen, wurden in zahlreichen Städten die dortigen Justizeinrichtungen in Justizzentren gebündelt.
- Justizzentrum Aachen (seit 2008)[4]: Landgericht, Amtsgericht, Arbeitsgericht, Sozialgericht, Verwaltungsgericht sowie Staatsanwaltschaft Aachen
- Justizzentrum Bielefeld[5] (seit 1969): Landgericht, Amtsgericht, Arbeitsgericht und Staatsanwaltschaft Bielefeld
- Justizzentrum Bocholt (seit 2007)[6]: Auswärtige Strafkammer des Landgerichts Münster, Amtsgericht und Arbeitsgericht Bocholt, sowie Zweigstelle Bocholt der Staatsanwaltschaft Münster
- Justizzentrum Bochum[7] (seit 2017): Landgericht, Amtsgericht, Arbeitsgericht und Staatsanwaltschaft Bochum, sowie Soziale Dienste (ehemals Bewährungshilfe)
- Justizzentrum Detmold[8] (seit 1960): Landgericht, Amtsgericht und Staatsanwaltschaft Detmold
- Fachgerichtszentrum Düsseldorf[9](seit 1987): Landesarbeitsgericht, Arbeitsgericht, Finanzgericht und Sozialgericht Düsseldorf
- Justizzentrum Düsseldorf[10] (seit 2009): Landgericht, Amtsgericht und Gerichtskasse Düsseldorf, sowie Geschäftsstelle des Düsseldorfer Anwaltverein e. V.
- Justizzentrum Essen[11] (seit März 2016): Landgericht, Amtsgericht und Arbeitsgericht Essen
- Justizzentrum Gelsenkirchen[12] (seit April 2016): das neue Amtsgericht, Arbeitsgericht und Sozialgericht Gelsenkirchen, sowie Sozialer Dienst
- Justizzentrum Hagen[13] (seit 1962): Landgericht, Amtsgericht (exklusive Mahnabteilung) und Arbeitsgericht Hagen, sowie Justizvollzugsanstalt
- Justizzentrum Köln (seit 1981): Landgericht, Amtsgericht und Staatsanwaltschaft Köln, sowie Geschäftsstelle des Kölner Anwaltverein e. V.; bis 2015 auch Justizvollzugsanstalt Krefeld
- Justizzentrum Krefeld[14] (seit 1920): Landgericht, Amtsgericht, Arbeitsgericht und Staatsanwaltschaft Krefeld, sowie Geschäftsstelle des Vereins der Rechtsanwälte Krefeld e. V.
- Justizzentrum Minden[15] (seit 1987): Amtsgericht, Arbeitsgericht und Verwaltungsgericht Minden
- Justizzentrum Münster[16] (seit 1987/2004): Landgericht, Amtsgericht und Staatsanwaltschaft Münster
- Justizzentrum Paderborn[17] (seit 1953): Landgericht und Amtsgericht Paderborn; ehemals auch Staatsanwaltschaft Paderborn
- Justizzentrum Siegen[18] (seit 1973): Landgericht, Amtsgericht und Staatsanwaltschaft Siegen
- Justizzentrum Wuppertal[19] (seit 2005): Landgericht, Amtsgericht und Arbeitsgericht Wuppertal

### Rheinland-Pfalz
- Justizzentrum Koblenz (seit 2011)[20]: Verfassungsgerichtshof Rheinland-Pfalz, Oberverwaltungsgericht Rheinland-Pfalz, Arbeitsgericht, Sozialgericht, Verwaltungsgericht, sowie Generalstaatsanwaltschaft und Staatsanwaltschaft Koblenz

### Sachsen
- Fachgerichtszentrum Dresden[21] (seit 2006): Arbeitsgericht, Sozialgericht und Verwaltungsgericht Dresden

### Sachsen-Anhalt
- Justizzentrum Anhalt, Dessau-Roßlau[22] (seit 1996/2007/2012): Landesverfassungsgericht Sachsen-Anhalt, Finanzgericht des Landes Sachsen-Anhalt, Landgericht, Arbeitsgericht und Sozialgericht Dessau-Roßlau
- Justizzentrum Halle (seit 1998):  Landesarbeitsgericht Sachsen-Anhalt, Landessozialgericht Sachsen-Anhalt, Arbeitsgericht, Sozialgericht, Verwaltungsgericht und die Staatsanwaltschaft Halle, sowie das Amtsgericht Halle (Saale)
- Justizzentrum Eike von Repgow, Magdeburg (bis 2009 Justizzentrum Magdeburg) (seit 2007): Oberverwaltungsgericht des Landes Sachsen-Anhalt, sowie Amtsgericht, Arbeitsgericht, Sozialgericht, Verwaltungsgericht und Staatsanwaltschaft Magdeburg
- Justizzentrum Albrecht der Bär, Stendal[23] (seit 2010): Amtsgericht mit Grundbuchamt und Zentralem Registergericht, Arbeitsgericht und Staatsanwaltschaft Stendal, sowie zentrales Aktenlager Sachsen-Anhalt Nord sowie Landesbetrieb Bau Niederlassung Nord

### Thüringen
- Justizzentrum Erfurt (seit 1999): Thüringer Landesarbeitsgericht, Thüringer Landessozialgericht, sowie Amtsgericht, Arbeitsgericht und Staatsanwaltschaft Erfurt
- Justizzentrum Gera (seit 2010):  Landgericht, Amtsgericht, Arbeitsgericht, Verwaltungsgericht und Staatsanwaltschaft Gera, sowie Soziale Dienste
- Justizzentrum Jena (seit 2004): Thüringer Oberlandesgericht, Amtsgericht und Thüringer Generalstaatsanwaltschaft
- Justizzentrum Meiningen (seit 2001): Landgericht, Amtsgericht, Sozialgericht, Verwaltungsgericht und Staatsanwaltschaft Meiningen, sowie Soziale Dienste

## Österreich
Das österreichische Gerichtssystem ist hinsichtlich verschiedener Gerichtsbarkeiten weniger differenziert als jenes in Deutschland. Neben der ordentlichen Gerichtsbarkeit bestehen nur noch Verwaltungsgerichte und das Österreichische Verfassungsgericht. Zudem sind alle Gerichte Einrichtungen der Republik, nicht der jeweiligen Bundesländer, sodass auch die Rechtsmittelinstanzen deutlich weniger zahlreich sind als in Deutschland. Nichtsdestotrotz werden auch hier Gerichte gemeinsam untergebracht. Die Obergerichte Österreichs in Wien sind im Justizpalast Wien untergebracht.
- Justizzentrum Korneuburg (seit 2012): Landesgericht, Bezirksgericht, Staatsanwaltschaft Korneuburg, sowie Justizanstalt (Gerichtliches Gefangenenhaus)
- Justizzentrum Leoben (seit 2005): Landesgericht, Bezirksgericht, Staatsanwaltschaft Leoben, sowie Justizanstalt (Gerichtliches Gefangenenhaus)
- Justizzentrum Wien-Mitte (seit 2003): Bezirksgericht Innere Stadt, Bezirksgericht für Handelssachen und Handelsgericht Wien

## In anderen Ländern
In Großbritannien werden seit den 1960ern vermehrt „combined court centres“ errichtet, die ein niedrigeres Gericht der ersten Instanz (Magistrates’ Court) sowie höhere Zivilgerichte (County Court) und höhere Strafgerichte (Crown Court) beheimaten.